# Нюман, Карл Фредрик
Карл Фредрик Нюман (швед. Carl Fredrik Nyman; 31 августа 1820, Стокгольм — 26 апреля 1893, там же) — шведский ботаник.

## Биография
Родился 31 августа 1820 года в Стокгольме в семье торговца. Окончил школу Святой Клары, гимназию и какое-то время изучал медицину в университете Упсалы. Однако потом перевёлся на факультет ботаники и после его окончания работал помощником учителя в школе, в которой раньше учился.
Нюман с 1850 по 1889 год работал в ботаническом отделе Шведского музея естественной истории в Стокгольме. В 1844 году он совершил ботаническую поездку на Мальту, Сицилию и Неаполь. Вместе с Генрихом Вильгельмом Шоттом и Теодором Кочи он был редактором журнала Analecta Botanica.
Наиболее известными и востребованными являлись его работы Utkast till svenska växternas naturhistoria eller Sveriges fanerogamer (часть 1, 1867, часть 2, 1868), Sylloge floræ europææ (1854—1855; приложение 1865) и многотомное издание Conspectus floræ europææ (1878—1882; второе издание 1883—1890).

## Научные работы
- Conspectus Florae Europaeae. 4 тома 1878—1890 (1. — сентябрь 1878; 2. — октябрь 1879; 3. — вероятно, июль 1881; 4. — октябрь 1882; приложение — декабрь 1885).
- Sylloge Florae Europaeae, Seu Plantarum Vascularium Europae Indigenarum, Enumeratio, Adjectis Synonumis Gravioribus Et Indicata Singularum Distributione Geographic. Carl Frederik Nyman. sumptu et typis N.M. Lindh, 1854 — Всего страниц: 441
- Utkast till Svenska Vaxternas naturhistoria eller Sveriges Fanerogamer: skildrade i korthet med deras växställen och utbredning m.m., deras egenskaper, användning och historia i allmännhet. Carl Fredrik Nyman. N. M. Lindh, 1887 — Всего страниц: 566
- Svensk Fanerogam-Flora för Skol-ungdom … Med en förberedande inledning och ett bihang om det naturliga systemet/ Carl Fredrik NYMAN/ 1873

## Растения, названные именем К. Ф. Нюмана
Роды Nymania Lindb. (1868) — Нимания и  Nymanina Kuntze (1891) [= Freesia Eckl. ex Klatt].